# Pintharuka
Pintharuka is een plaats in de regio Mid West in West-Australië.

## Geschiedenis
In 1846 verkende Augustus Charles Gregory de streek, in 1869 John Forrest en in 1876 Ernest Giles. Op het einde van de 19e eeuw vestigden zich veetelers, sandelhoutsnijders en mijnbouwers in de streek. Ze maakten gebruik van Aboriginesgidsen en hun waterbronnen. In 1870 werd goud gevonden nabij Peterwangey en rondom Wooltana werd koper gedolven. In het begin van de 20e eeuw vestigden de eerste landbouwers zich in de streek.
In 1912 werd beslist een spoorweg tussen Wongan Hills en Mullewa aan te leggen. De 'North Morawa Pintharuka Progress Association' vroeg toen om een dorp te ontwikkelen aan een voorzien nevenspoor ('siding') van de spoorweg. In 1913 werd het dorp Pintharuka er officieel gesticht. De naam is Aborigines van oorsprong en was de naam van een waterbron. De betekenis ervan is niet bekend.
In 1932 kondigde de Wheat Pool of Western Australia aan twee graanzuigers aan het nevenspoor te zullen plaatsen.
De 'Pintharuka Dam' werd in 1936 aangelegd om water voor de landbouwers die zich in de omgeving vestigden te voorzien.

## Beschrijving
Pintharuka maakt deel uit van het lokale bestuursgebied (LGA) Shire of Morawa, een landbouwdistrict met Morawa als hoofdplaats. Het is een verzamel- en ophaalpunt voor de oogst van de in de streek bij de Co-operative Bulk Handling Group aangesloten graanproducenten.
Er liggen twee natuurreservaten in de omgeving: 'Pintharuka Nature Reserve' en 'Pintharuka Well Nature Reserve'.
In 2021 telde Pintharuka 19 inwoners.

## Ligging
Pintharuka ligt 364 kilometer ten noorden van de West-Australische hoofdstad Perth, 172 kilometer ten oostzuidoosten van Geraldton en 10 kilometer ten noorden van Morawa.
De spoorweg die door Pintharuka loopt maakt deel uit van het goederenspoorwegnetwerk van Arc Infrastructure.